# Sebastião Gilberto
Felisberto Sebastião da Graca Amaral (Luanda, 21 september 1982) - alias Gilberto - is een Angolees voetballer die bij voorkeur als linkshalf speelt. Hij verruilde in juli 2014 Atlético Petróleos de Luanda voor Sport Luanda e Benfica. Gilberto debuteerde in 2002 in het Angolees voetbalelftal.

## Nationaal team
Gilberto speelde een rol in de kwalificatie van Angola voor de Afrika Cup 2006 en het WK 2006 in Duitsland. Eind 2005 blesseerde hij zijn achillespees, waardoor hij beide toernooien en de rest van het jaar 2006 miste. Na zijn blessure keerde hij terug bij zowel Al-Ahly als in het nationale elftal tijdens de Afrika Cup 2008 in Ghana.

## Erelijst
- Angolees landskampioen (1): in 2001 met Atlético Petróleos Luanda
- Angolees bekerwinnaar (1): in 2002 met Atlético Petróleos Luanda
- Egyptisch landskampioen (6): in 2005, 2006, 2007, 2008, 2009 en 2010 met Al-Ahly
- Egyptisch bekerwinnaar (3): in 2003, 2006 en 2007 met Al-Ahly
- Egyptische Supercup (5): in 2003, 2005, 2006, 2007 en 2008 met Al-Ahly
- Afrikaanse Champions League (3): in 2005, 2006 en 2008 met Al-Ahly, verliezend finalist in 2007.
- Afrikaanse Supercup (3): in 2006, 2007 en 2009 met Al-Ahly